# Wędrówki ludów

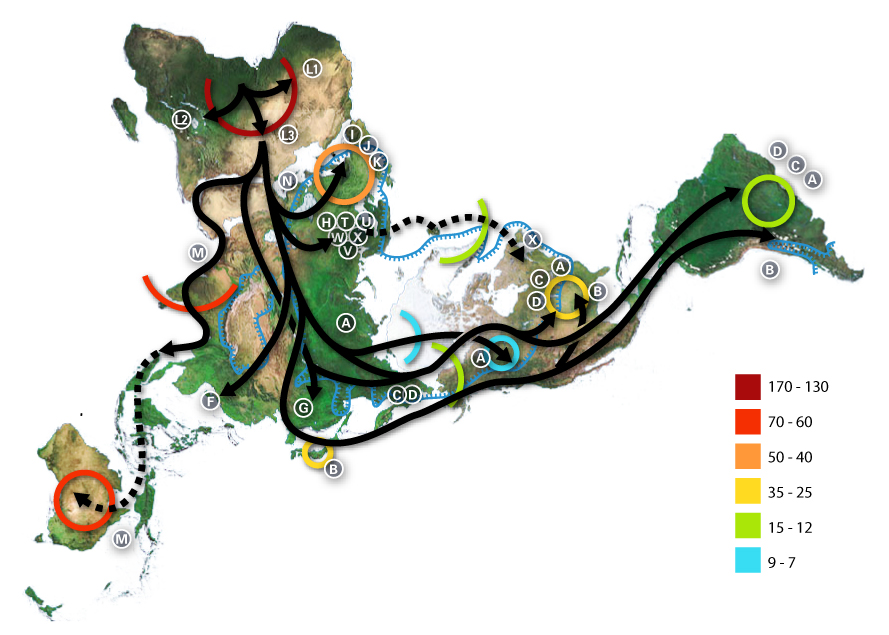
Migracje człowieka pierwotnego

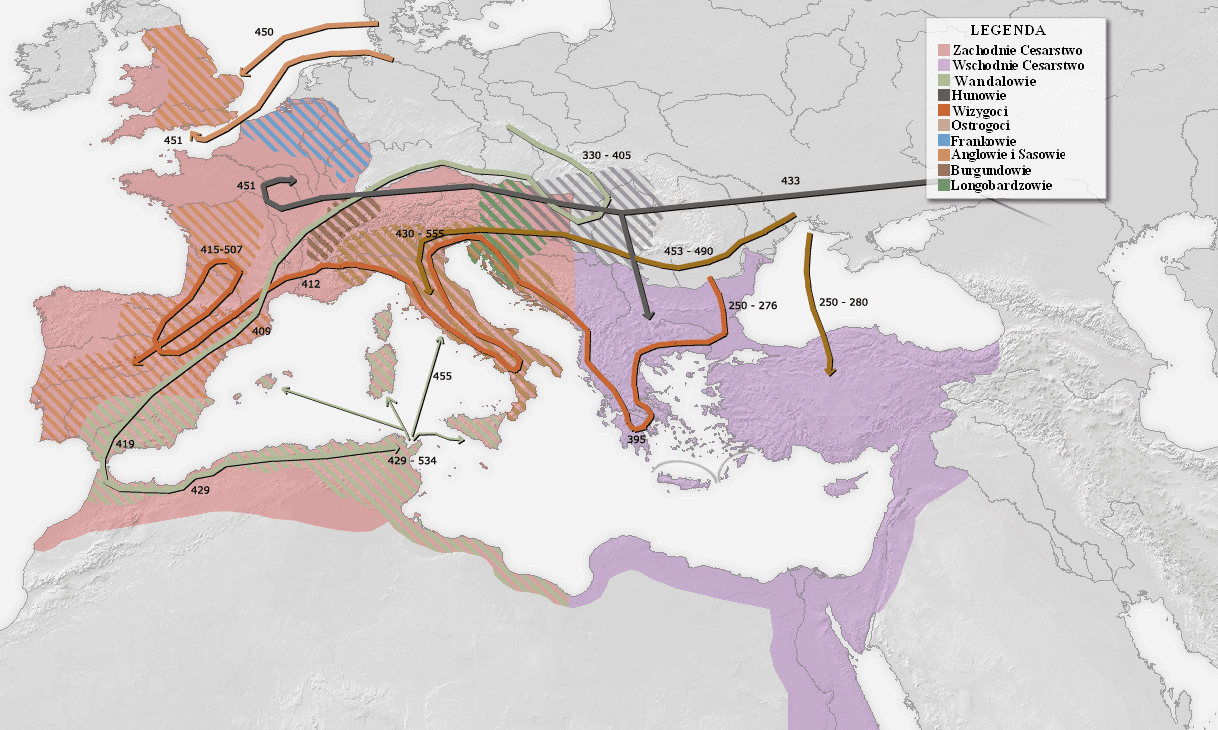
Wielka wędrówka ludów z IV–VII wieku

Wędrówki ludów – masowe przemieszczania się ludności, obejmujące całe społeczeństwa lub ich duże części. Metryka wędrówek sięga okresu paleolitu (kiedy miały miejsce prehistoryczne wędrówki ludzkości), a ich przyczyn należy dopatrywać w poszukiwaniach wyżywienia w obliczu wzrostu liczby ludności oraz zmian ekologicznych (zmian klimatu, wyjałowienia gleby).
Na pierwsze wędrówki ludów, które odbyły się w epoce łowiectwa-zbieractwa i koczownictwa, przed rewolucją neolityczną i przejściem na osiadły tryb życia, miały także wpływ zmiany pór roku oraz konieczność zapewnienia bezpieczeństwa.
Z okresu starożytności znane są wędrówki Ludów Morza w XV–XIII stuleciach p.n.e., najeżdżające obszary położone wzdłuż wschodniego wybrzeża Morza Śródziemnego, czy migracje w VII wieku p.n.e.–IV wieku n.e. Celtów, którzy znad Renu prowadzili ekspansję na zachód, wschód i południe.
W IV–VII wieku miały miejsce masowe przemieszczania się ludności, określane w historiografii mianem wielkiej wędrówki ludów. Były spowodowane ekspansją do Europy w IV–V wieku ludów tureckich, napływających ze Wschodu Awarów, Hunów i Protobułgarów. Po upadku państwa Gotów na skutek wtargnięcia Hunów plemiona germańskie napłynęły do zachodniej Europy, gdzie przyczyniły się do upadku imperium zachodniorzymskiego. Do tych plemion należały zachodniogermańscy Frankowie i Longobardowie oraz wschodniogermańscy Goci i Wandalowie. W VI–VII wieku z północy trwała ekspansja plemion słowiańskich na Półwysep Bałkański.